# Saterland
Saterland (veraltet und inoffiziell auch Sagterland, saterfriesisch: Seelterlound) ist eine Gemeinde im Landkreis Cloppenburg, Niedersachsen. Hier lebt die kleinste anerkannte Sprachminderheit Deutschlands, die Saterfriesen.

## Geografie

### Geografische Lage
Das Saterland liegt im Nordwesten des Oldenburger Münsterlandes, im Dreieck Leer, Cloppenburg und Oldenburg. Im Süden wird das Saterland vom Küstenkanal begrenzt, im Norden und Nordwesten schließt es an die historische Landschaft Ostfriesland an. Im Wesentlichen begrenzt im Norden die von Ost nach West fließende Leda das Saterland zu Ostfriesland. Im Westen wird das Saterland von der zur Gemeinde Ostrhauderfehn gehörigen Ortschaft Idafehn abgegrenzt. Diese Fehn-Dörfer liegen in dem Gebiet, das früher das schwer passierbare Moor um das Saterland darstellte. Im Osten wird das Saterland durch den Elisabethfehnkanal abgeschlossen, der über die gesamte Länge des Saterlandes eine geographische Grenze bildet. Die bis zum Bürgerentscheid von 1949 (1951) zum Saterland gehörige frühere Fehn-Gemeinde Elisabethfehn am Elisabethfehnkanal gehört nun zur Gemeinde Barßel.
Das Saterland wird von der Sagter Ems von Süd nach Nord durchflossen, die es in die zwei beherrschenden Moore Wester-Moor und Oster-Moor teilt.

### Nachbargemeinden
Die Nachbargemeinden des Saterlandes im Uhrzeigersinn:
- Detern
- Barßel
- Friesoythe
- Esterwegen
- Bockhorst
- Ostrhauderfehn

### Gemeindegliederung
Die bis dahin selbstständigen Gemeinden Strücklingen, Ramsloh und Scharrel wurden bei der Gebietsreform 1974 zur Gemeinde Saterland zusammengefasst. Die frühere Gemeinde Scharrel bestand aus den heutigen Gemeindeteilen Scharrel und Sedelsberg.
Die Gemeinde Saterland besteht heute aus vier Gemeindeteilen (in Klammern die saterfriesischen Bezeichnungen, die sich auch auf den Ortsschildern befinden):
1. Ramsloh (Roomelse) mit den Ortschaften Ramsloh-Ort, Ramsloh-Nord, Ramsloh-Ost, Hoheberg, Raake, Hollen, Hollen-Brand und Hollenermoor. Im März 2021  hatte Ramsloh 5281 Einwohner. Ramsloh ist heute Sitz der Gemeindeverwaltung des Saterlandes.
2. Scharrel (Skäddel oder Schäddel) mit den Ortschaften Scharrel-Ort, Bätholt, Langhorst, Neuwall und Heselberg. Im März 2021 hatte Scharrel 2624 Einwohner.
3. Sedelsberg (Seedelsbierich) mit den Ortschaften Sedelsberg-Ort, Kolonie, Hüllen I, Hüllen II, Fermesand und Heselberg. Im März 2021 hatte Sedelsberg 3040 Einwohner. Sedelsberg gehört sprachgeschichtlich nicht zum Saterland und war bis zur Gebietsreform Ortsteil von Scharrel.
4. Strücklingen (Strukelje) mit den Ortschaften Strücklingen-Ort, Bollingen I, Bollingen II, Utende, Wittensand und Bokelesch. Im März 2021 hatte Strücklingen 3287 Einwohner.

Scharrel und Sedelsberg haben die Telefonvorwahl 04492, Ramsloh und Strücklingen sind über die Vorwahl 04498 zu erreichen.

## Geschichte

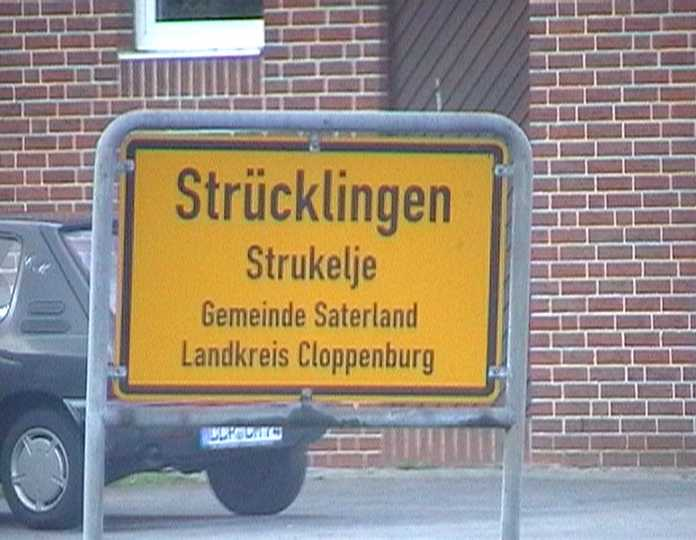
Zweisprachiges Ortsschild der Saterländer Ortschaft Strücklingen

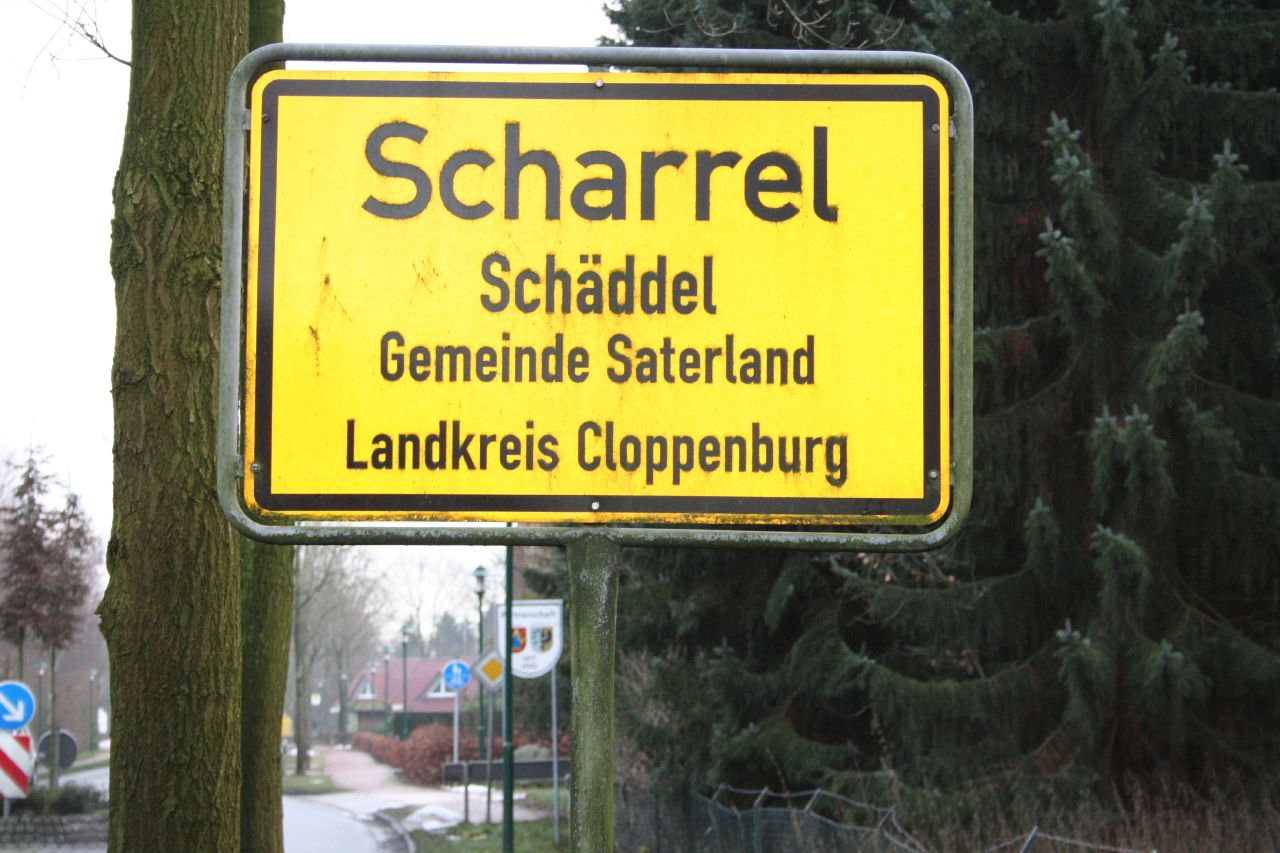
Zweisprachiges Ortsschild der Ortschaft Scharrel mit der alten Schreibweise Schäddel für „Skäddel“.

Das Saterland liegt auf einer 15 Kilometer langen und ein bis vier Kilometer breiten Sandinsel inmitten von Mooren. Dadurch war es lange Zeit sehr isoliert und bis ins 19. Jahrhundert hinein nur per Schiff über die Sagter Ems zu erreichen. Zwischen 1100 und 1400 wurde die Tecklenburger Grafschaft Sögel, die das heutige Saterland und Teile des Hümmlings umfasste, von Friesen aus dem heutigen Ostfriesland besiedelt. Ob zuvor bereits einige wenige Siedler sächsischen Ursprungs in dem Gebiet lebten, ist umstritten. Von der Grafschaft Sögel (Comitia Sygeltra) hat das Saterland („Sagelter Land“) auch seinen Namen.
Aufgrund der Isolation hat sich die eigene Sprache des Saterlandes entwickelt bzw. erhalten. Die saterfriesische Sprache ist ein Dialekt der friesischen Sprache, der ansonsten im östlichen Friesland schon seit Jahrhunderten ausgestorben ist.
Das Saterland verfügte im Mittelalter über eine eigene Verfassung und eine eigene Gerichtsbarkeit. Eine schriftliche Landgerichtsordnung ist beispielsweise aus dem Jahr 1587 erhalten geblieben, deren Ursprung oder Vorgänger aber deutlich älter waren. Möglich wurde dies durch Karl den Großen, der den Friesen der Legende nach einige Privilegien zusicherte (siehe: Friesische Freiheit). Das Saterland wurde zu den symbolischen Sieben Seelanden gezählt und hatte eine den anderen friesischen Landesgemeinden ähnliche nahezu demokratische Verwaltung: Einmal im Jahr wurde der Zwölferrat gewählt, der dann Verwaltung und Rechtsprechung leitete.
Da die Landnahme der Friesen im Saterland erst spät erfolgte, war das Gebiet nicht herrschaftsfrei. Zuerst waren die Grafen von Tecklenburg die Landesherren, später das Niederstift Münster, dann der Fürstbischof von Münster. Das Saterland verfügte trotzdem über weitgehende Freiheiten und war somit auch unter fremder Oberhoheit ein sehr unabhängiges Gebiet. Die Friesen wussten ihre angestammten Freiheitsrechte sehr lange zu bewahren. Auch hier tat die isolierte Lage ihr Übriges.
1803 wurde das Saterland im Zuge der Säkularisation des Hochstifts Münster dem Herzogtum Oldenburg zugeschlagen. Wenig später gab es unter Napoleon ein kurzes französisches Intermezzo. Im Jahr 1934 wurde erstmals eine Gemeinde Saterland eingerichtet, zu der allerdings neben Ramsloh und Scharrel auch das heute zu Friesoythe zählende Neuscharrel gehörte. Am 1. März 1974 schließlich wurde im Zuge der kommunalen Gebietsreform die Gemeinde Saterland in ihrer heutigen Form geschaffen.
Die drei bis zur Gebietsreform 1974 selbstständigen Gemeinden waren Strücklingen, Ramsloh und Scharrel. Das Koloniegebiet Sedelsberg war Ortsteil von Scharrel und gehörte von der Sprache her nicht zum Saterland.
Bei der Zusammenlegung der drei Gemeinden ging es um die Verteilung der Schwerpunkte. Strücklingen sollte Geschäftsschwerpunkt werden, Ramsloh erhielt die Real- und Hauptschule mit Orientierungsstufe und in Scharrel blieb die Gemeindeverwaltung. Heute haben sich die Prioritäten etwas gedreht; Strücklingen und Scharrel haben alle wichtigen Institutionen an Ramsloh abgegeben.
Das Ortsbild der Dörfer hat sich im Laufe der Zeit verändert. Im Jahr 1821 wütete zum Beispiel in Scharrel ein Großbrand, der 27 Häuser zerstörte, von denen nur zwölf wiederaufgebaut werden durften. Im April 1945 wurden 17 Häuser durch Bomben vernichtet, von denen nur wenige am alten Standort wiedererrichtet wurden.
Durch die größte Flurbereinigung Deutschlands (12.500 ha) und Aussiedlung der landwirtschaftlichen Gehöfte aus dem Ortskern wurde es möglich, die frei gewordenen Grundstücke zur Verbesserung der Infrastruktur zu nutzen. Die aus dem Ortskern ausgesiedelten Gehöfte erhielten in den Bauerschaften neue Standorte. Das bis etwa 1945 vorhandene Dorfbild ist heute kaum noch vorzufinden. In den letzten Jahrzehnten sind zudem neue Wohnsiedlungen entstanden.

## Kulturlandschaftsraum
Der Kulturlandschaftsraum Saterland umfasst ein 122 km² großes Gebiet. Diese Zuordnung zu den Kulturlandschaften in Niedersachsen hat der Niedersächsische Landesbetrieb für Wasserwirtschaft, Küsten- und Naturschutz (NLWKN) 2018 getroffen. Ein besonderer, rechtlich verbindlicher Schutzstatus ist mit der Klassifizierung nicht verbunden.

## Politik

### Rat
Der Rat der Gemeinde Saterland besteht aktuell aus 25 Ratsmitgliedern. Sie werden durch eine Kommunalwahl für jeweils fünf Jahre gewählt. Die aktuelle Amtszeit begann am 1. November 2021 und endet am 31. Oktober 2026.
Stimmberechtigt im Rat ist außerdem der hauptamtliche Bürgermeister Thomas Otto (parteilos).
Die Kommunalwahl am 12. September 2021 führte zu folgendem Ergebnis (mit Vergleichszahlen der vorigen Wahl):
| Partei          | 12. September 2021 | 12. September 2021 |                            | 11. September 2016         | 11. September 2016         | 11. September 2016 |
| Partei          | Stimmenanteil      | Sitze              | Anteil                     | Stimmen                    | Sitze                      |                    |
| CDU             | 52,25 %            | 14                 | 69,36 %                    | 10.522                     | 18                         |                    |
| SPD             | 22,41 %            | 6                  | 14,00 %                    | 2.125                      | 4                          |                    |
| Grüne           | 12,65 %            | 3                  | 5,02 %                     | 762                        | 1                          |                    |
| FDP             | 5,69 %             | 1                  | –                          | –                          | –                          |                    |
| AfD             | 4,76 %             | 1                  | 7,34 %                     | 1.114                      | 1                          |                    |
| Linke           | 2,25 %             | 1                  | –                          | –                          | –                          |                    |
| UWG Saterland   | –                  | –                  | 4,26 %                     | 647                        | 1                          |                    |
| Wahlbeteiligung | 47,57 %            | 47,57 %            | 5.289 von 10.585 = 49,96 % | 5.289 von 10.585 = 49,96 % | 5.289 von 10.585 = 49,96 % |                    |

### Bürgermeister
- Bürgermeister: Thomas Otto (parteilos), seit 2018[6]
- Repräsentative Vertretung des Bürgermeisters:
  - Stellv. Bürgermeisterin: Monika Knelangen (ehrenamtlich)[7]
  - Stellv. Bürgermeisterin: Dagmar Lammers (ehrenamtlich)[7]
  - Stellv. Bürgermeister: Rainer Fugel (ehrenamtlich)[7]
- Verwaltungsvertretung des Bürgermeisters:
  - 1. Gemeinderat Jens Gralheer

### Ehemalige Bürgermeister

Altes Siegel des Saterlandes um 1400 mit Wappen

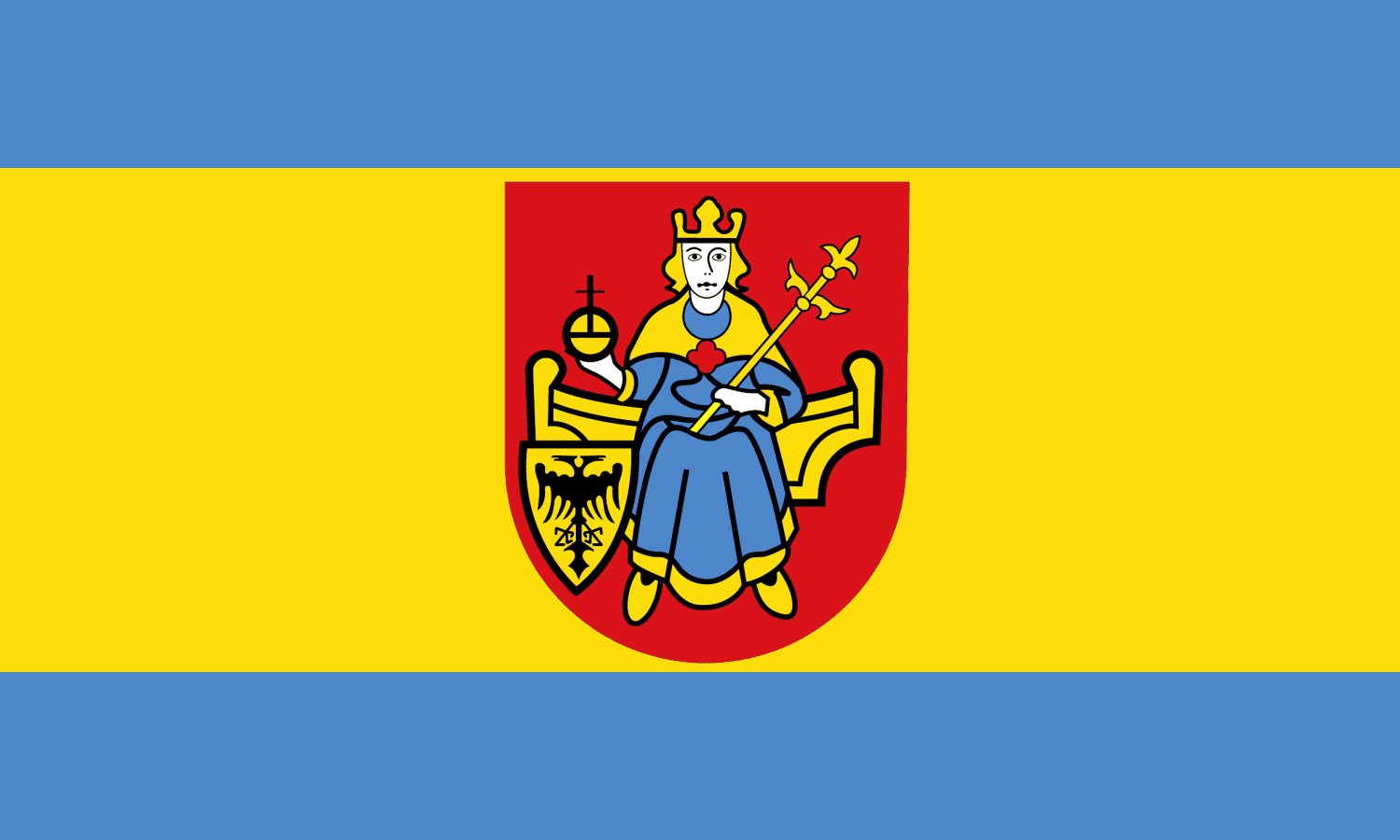
Flagge Saterlands

1999–2017: Hubert Frye (CDU)

### Wappen
Blasonierung: „In Rot auf einem goldenen Thronsessel eine sitzende, jugendlich gelockte Königsfigur (Karolus Rex) in blauem Gewand mit goldenem Saum, goldenem Überwurf und goldenen Schuhen, in der Linken ein goldenes Zepter, in der erhobenen Rechten ein goldener Reichsapfel. An den Thron gelehnt ist der Reichsschild, ein schwarzer Doppeladler in Gold.“
Das Wappen zeigt Karl den Großen (carolus magnus), der den Friesen der Legende nach ihre weitreichenden Freiheitsrechte zugesichert hatte.

### Flagge
Die Flagge der Gemeinde ist blau/gold (blau/gelb) mit dem Gemeindewappen in der Mitte des mittleren goldenen Feldes. Das Verhältnis der blauen Randstreifen zum breiteren goldenen Mittelstreifen beträgt 1/5 : 3/5 : 1/5. Blau steht für das Wasser der Sagter Ems, Gold für den Sandrücken. Die Flagge wurde von Bernd Stolle aus Scharrel entworfen und 1991 vom Landkreis Cloppenburg genehmigt.

### Städtepartnerschaften
Środa Śląska (dt. Neumarkt in Schlesien), Polen

## Kultur und Sehenswürdigkeiten

### Bauwerke

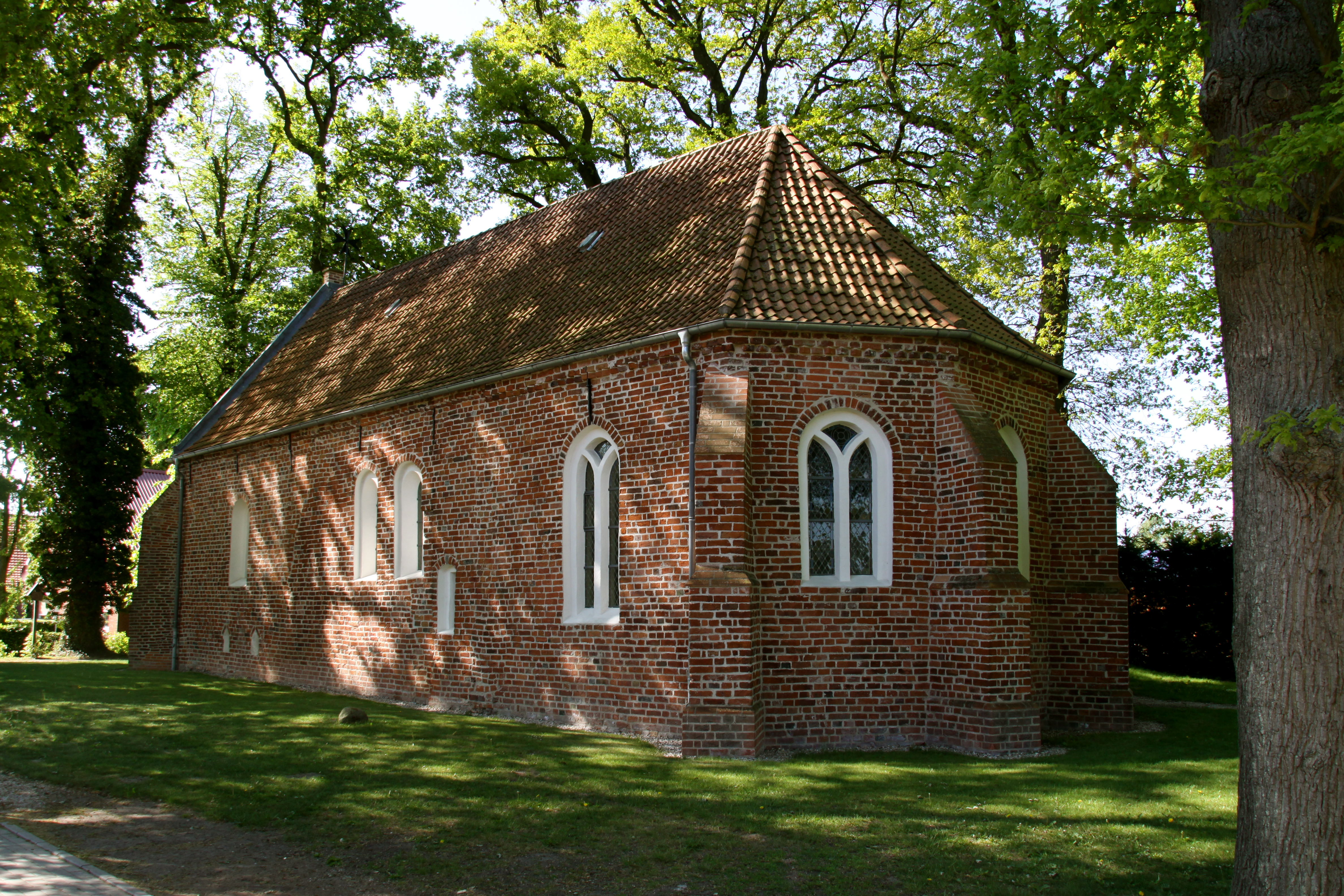
Die Kapelle der ehemaligen Kommende

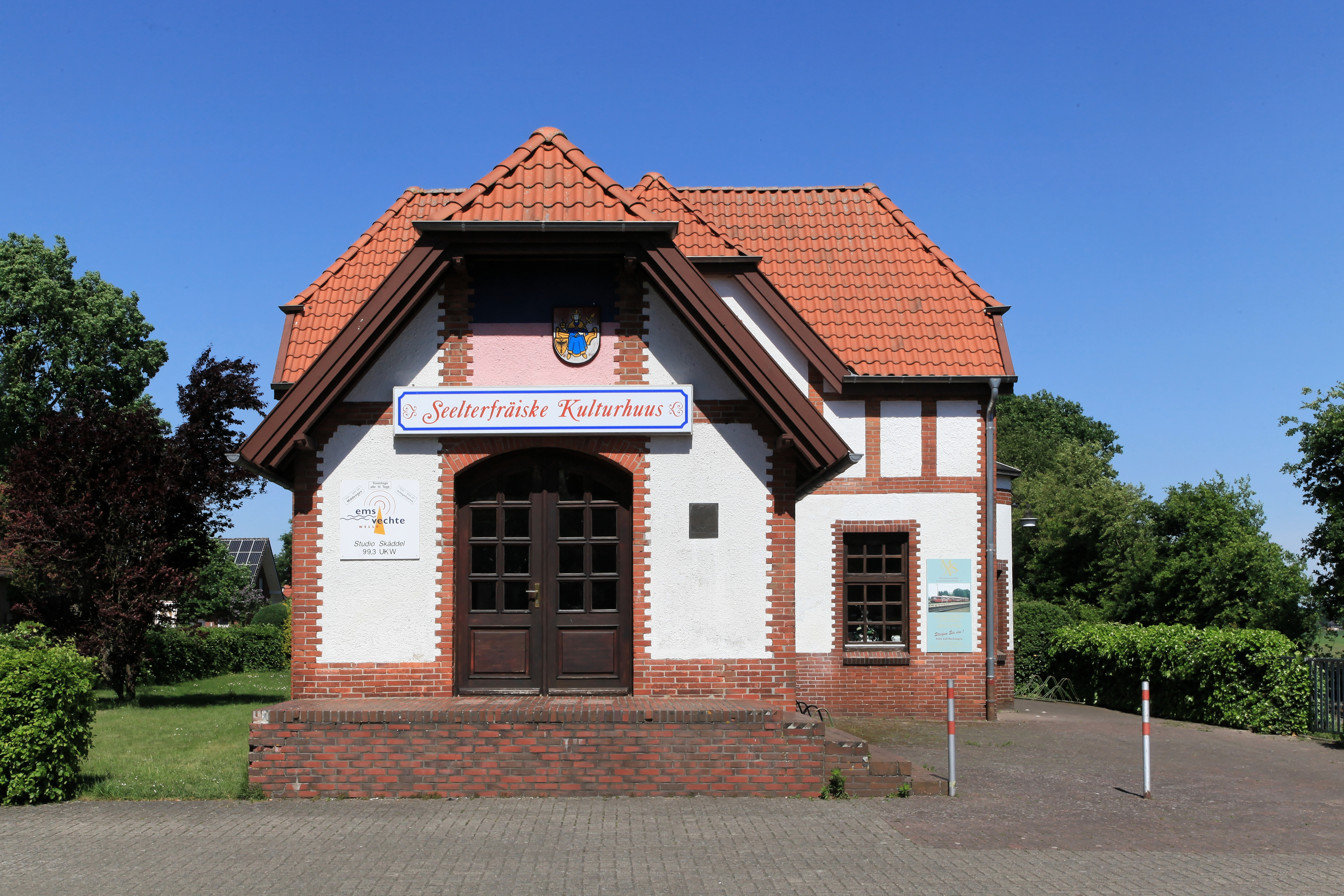
Der alte Scharreler Bahnhof, heute das saterfriesische Kulturzentrum

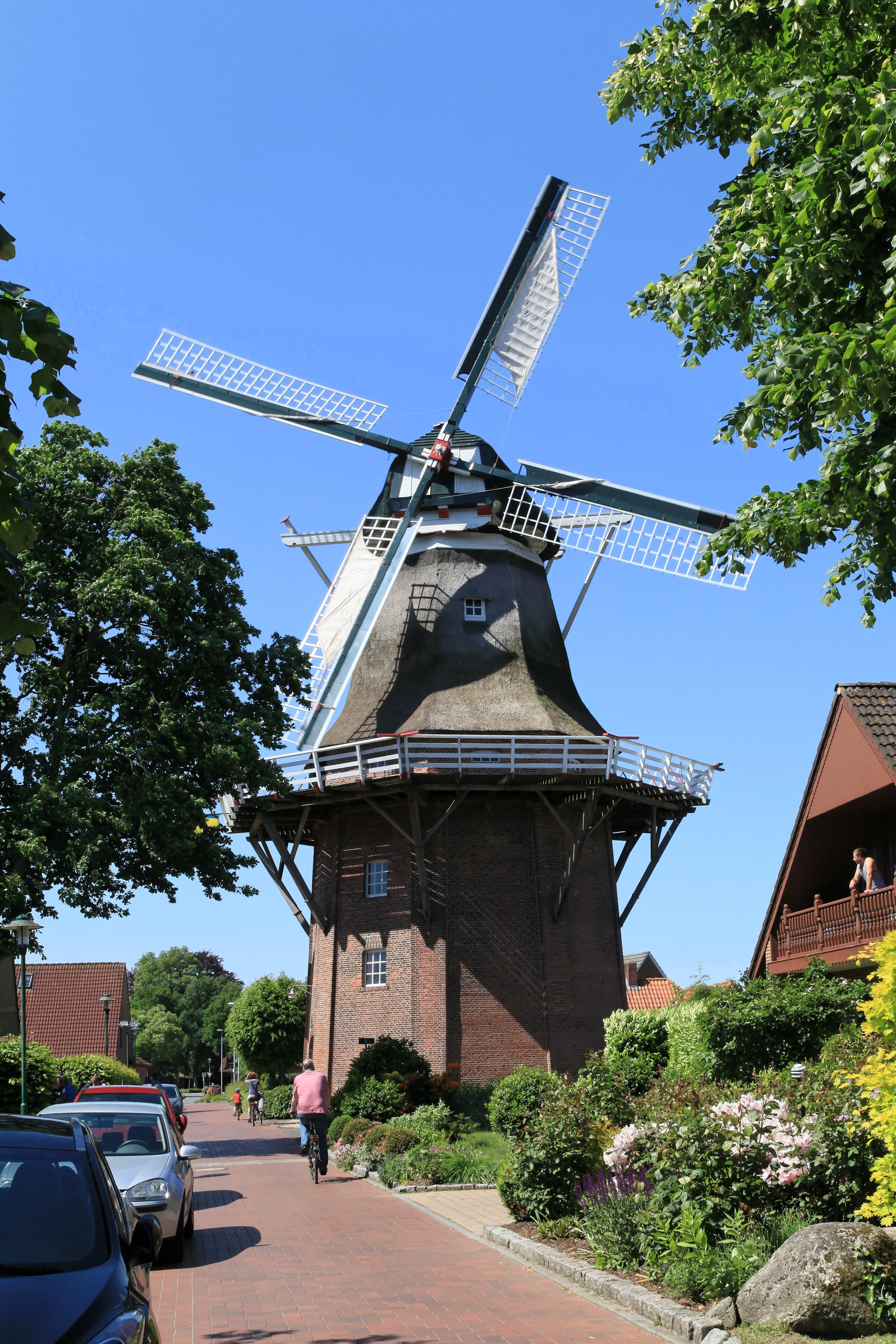
Windmühle Scharrel

Die Backsteinkapelle der ehemaligen Niederlassung des Johanniterordens in Bokelesch stammt aus dem 13. Jahrhundert und ist die einzige ihrer Art. Sämtliche anderen friesischen Kommenden des Ordens sind in der Reformation untergegangen, die Gebäude zerstört worden. So stellt die dem Hl. Antonius geweihte Kapelle im Klosterbusch ein kulturhistorisches Kleinod dar. Sie ist nicht nur das älteste katholische Gotteshaus der Gemeinde, sondern das älteste Gebäude im Saterland. Im Jahre 2005 wurde sie aufwendig restauriert.
In Ramsloh steht die katholische Kirche St. Jakobus, die 1899/1900 als neugotische Hallenkirche von dem Münsteraner Architekten August Rincklake errichtet wurde.
Die katholische Kirche St. Peter und Paul in Scharrel ist eine neugotische Hallenkirche und wurde 1858 bis 1860 von dem Architekten Johann Bernhard Hensen erbaut.

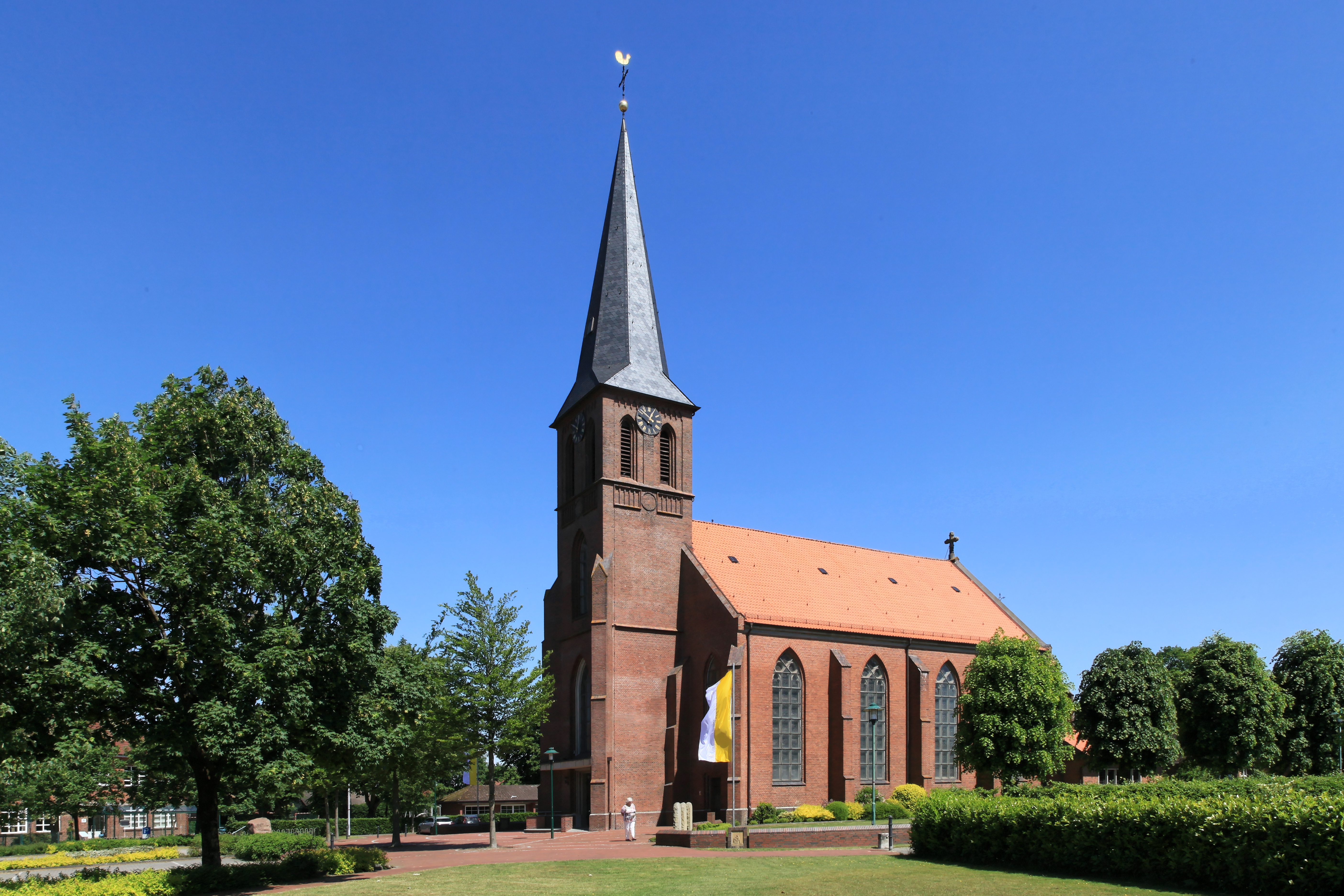
Kirche St. Peter und Paul in Scharrel

Der alte Bahnhof in Scharrel wurde zum saterfriesischen Kulturzentrum umgestaltet und beherbergt ein Archiv und eine Außenstelle des Radiosenders Ems-Vechte-Welle. Der Bahnhof liegt an der Bahnstrecke Cloppenburg–Ocholt und ist Haltestelle der Museumseisenbahn Ammerland-Barßel-Saterland. Ebenfalls in Scharrel befindet sich eine Galerieholländerwindmühle von 1870 mit einem Heimatmuseum und Wagenremise. Die Mühle ist seit 2008 Station der Niedersächsischen Mühlenstraße. Im Ort befinden sich zudem verschiedene Baudenkmäler. Weiterhin gibt es das Naturdenkmal Langhorster Esch und die größte Saatkrähenkolonie Deutschlands.
Die katholische Kirche St. Georg in Strücklingen wurde 1899/1900 nach Plänen des Münsteraner Architekten Hilger Hertel d. J. im neugotischen Stil errichtet. Die historistische Farbverglasung der Westfassade stammt aus der Werkstatt Wilhelm Derix.
Im Saterland befindet sich auch die Marinefunksendestelle Rhauderfehn der Deutschen Marine. Sie ist das höchste begehbare Bauwerk Westeuropas. Die acht 354,8 Meter hohen rot-weißen Masten sind bis zu einer Entfernung von mehr als 20 Kilometern zu sehen. Die besondere Leitfähigkeit des feuchten Moorbodens spielte bei der Standortwahl eine wichtige Rolle. Die Marinefunkstelle blieb lange Zeit aus militärischen Gründen ein weißer Fleck auf der Karte. Waren die Saterländer 1973 noch froh, dass sie einen an gleicher Stelle geplanten Bombenabwurfplatz verhindert hatten, sorgt sie nun, das Bauwerk könne eine deutliche Strahlenbelastung hervorrufen.

### Sport und Freizeit

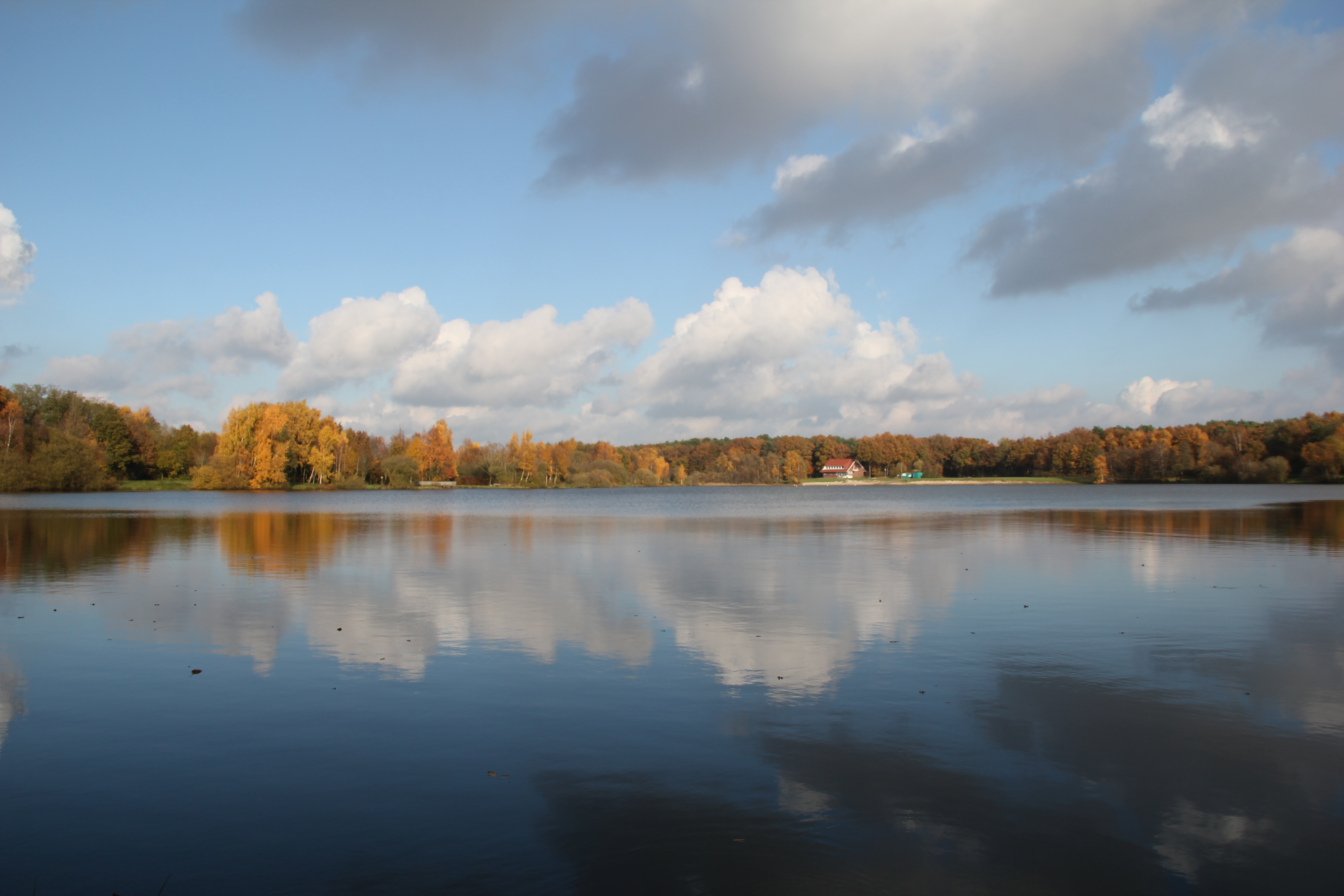
Hollener See

Das Freizeitangebot im Saterland ist reichhaltig. Verschiedenste Sportarten können in 27 Vereinen ausgeübt werden. Es gibt 13 Sportplätze, drei Tennisanlagen und eine Tennishalle, vier Sporthallen und drei Reithallen. Dazu kommt eine Skaterbahn, die im Gemeindeteil Ramsloh angesiedelt sind. Schwimmsport- und Bademöglichkeiten gibt es im Freizeitbad im Gemeindeteil Ramsloh sowie im Hollener See. Im Gemeindeteil Strücklingen befindet sich eine Paddel- und Pedalstation als Anlaufstelle für das Rad- und Wasserwandern. Im Gemeindeteil Sedelsberg sind eine multiple Außensportanlage (Basketball etc.) sowie ein Beachvolleyballfeld und eine Skaterbahn vorhanden.

### Vereine
Im Saterland herrscht ein reges Vereinsleben. Allein 27 Sport- und Schützenvereine sowie drei Karnevalsvereine finden sich in der Gemeinde. Dazu kommen zahlreiche soziale und kulturelle Gruppen, wie etwa der Heimatverein „Seelter Buund“, der sich um Belange und Kultur der Saterfriesen kümmert.

### Regelmäßige Veranstaltungen
- Karneval mit Umzug in Ramsloh
- Schützenfeste in Bollingen, Ramsloh (bis 2009 Hollen), Scharrel, Sedelsberg und Strücklingen
- Krammarkt in Ramsloh
- Weihnachtsmärkte in Ramsloh, Scharrel, Sedelsberg und Strücklingen
- Strücklinger Deichpartie (zweiter Sonnabend im September)

## Religion
Da das Saterland bis zum Jahre 1803 politisch zum Niederstift Münster gehörte, ist es katholisch geprägt. Die Saterfriesen gehören zu den wenigen Friesen, die mehrheitlich römisch-katholisch sind. Während der Reformation wurden die Saterfriesen zwar lutherisch, nach dem Westfälischen Frieden wurden sie jedoch rekatholisiert. Das unmittelbar westlich des Saterlandes angrenzende Ostfriesland blieb weiterhin protestantisch.
Infolge des Zweiten Weltkriegs wurden viele Flüchtlinge aus den ehemals deutschen Ostgebieten im Saterland ansässig. Sie veränderten ebenso wie der Zuzug von Spätaussiedlern aus Russland die konfessionelle Landschaft. Heute gibt es wieder lutherische und – seit jüngerer Zeit – auch eine Evangelisch-Freikirchliche Gemeinde (Baptisten) im Saterland.
In Ramsloh existiert auch eine islamische Gemeinschaft.

### Römisch-katholische Kirchengemeinde St. Jakobus
Seit dem 27. April 2008 gibt es im Saterland nur noch eine römisch-katholische Kirchengemeinde. Sie wurde aus bis dahin selbständigen Kirchengemeinden St. Georg (Strücklingen), St. Jakobus (Ramsloh), SS. Peter und Paul (Scharrel) und St. Petrus Canisius (Sedelsberg) gebildet. Die Zusammenlegung geschah aufgrund eines Dekretes des Bischofs von Münster, durch das einerseits die Aufhebung genannten Kirchengemeinden und andererseits die Errichtung der neuen Kirchengemeinde „St. Jakobus in Saterland“ mit Sitz in Ramsloh kirchenrechtlich entschieden wurde. Das Rektorat St. Antonius, Bokelesch, war bereits 2006 aufgehoben und mit St. Georg, Strücklingen, vereinigt worden.

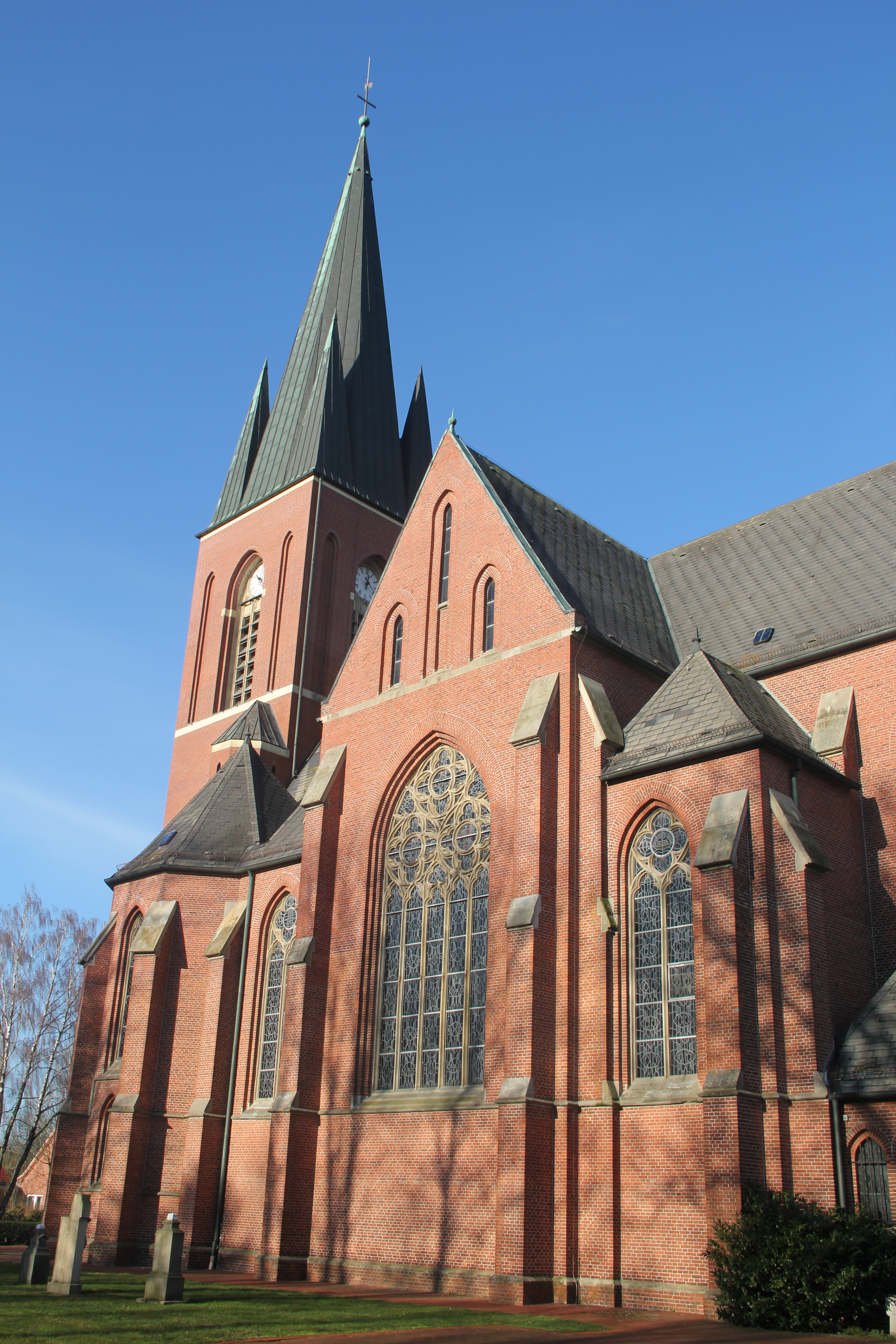
Außenansicht der St.-Georg-Kirche in Strücklingen

Pfarrkirche des Saterlandes ist die St. Jakobus-Kirche zu Ramsloh. Im Turm der Jakobus-Kirche hängen drei Bronzeglocken der Glockengießerei Otto aus Hemelingen/Bremen aus den Jahren 1920 und 1949. Sie erklingen mit folgender Schlagtonreihe: fis – a – h und haben folgende Durchmesser: 1105 mm, 929 mm, 890 mm.
Zur römisch-katholischen Pfarrei gehören weiterhin die in der Kommunalreform von der politischen Gemeinde abgetrennten Gebiete von Ostrhauderfehn und Elisabethfehn.
Die römisch-katholische Gemeinde des Saterlandes untersteht als Teil des Bistums Münster dem Bischöflich Münsterschen Offizial mit Sitz in Vechta.

### Evangelisch-lutherische Kirchengemeinden
Der östliche Teil Strücklingens ist der lutherischen Christuskirche in Elisabethfehn zugeordnet, der westliche, wie auch der Ortsteil Ramsloh, gehören zur lutherischen Kirchengemeinde Idafehn, heute Ostrhauderfehn. In Sedelsberg befindet sich die Evangelisch-Lutherische Trinitatis-Kirche der Kirchengemeinde Friesoythe.

### Freikirchen

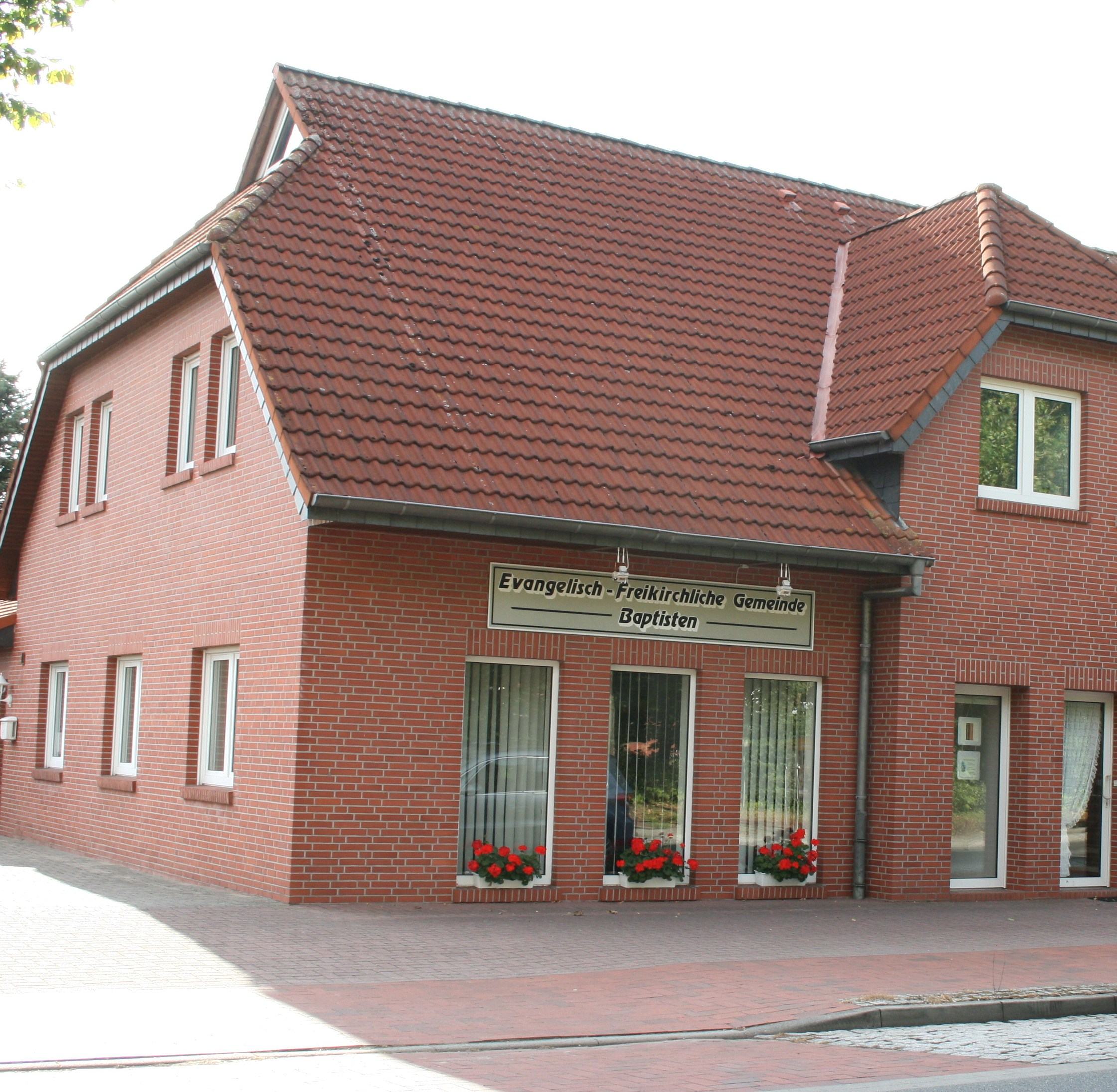
Ladenkirche der Baptisten in Sedelsberg

Die Evangelisch-Freikirchliche Gemeinde (Baptisten) Sedelsberg ist eine der jüngsten Gemeinden deren Landesverbandes Baptisten im Nordwesten. Sie ist eine Tochtergemeinde der Evangelisch-Freikirchlichen Gemeinde Elisabethfehn und wird durch die Ems-Jade-Mission in ihrem inneren und äußeren Aufbau begleitet. Sie entstand zu Anfang des 21. Jahrhunderts durch eine Zeltmission und versammelt sich heute in einer angemieteten Ladenkirche. Mit der Muttergemeinde verfügt sie über einen eigenen Friedhof in Barßel-Reekenfeld.

## Wirtschaft und Infrastruktur

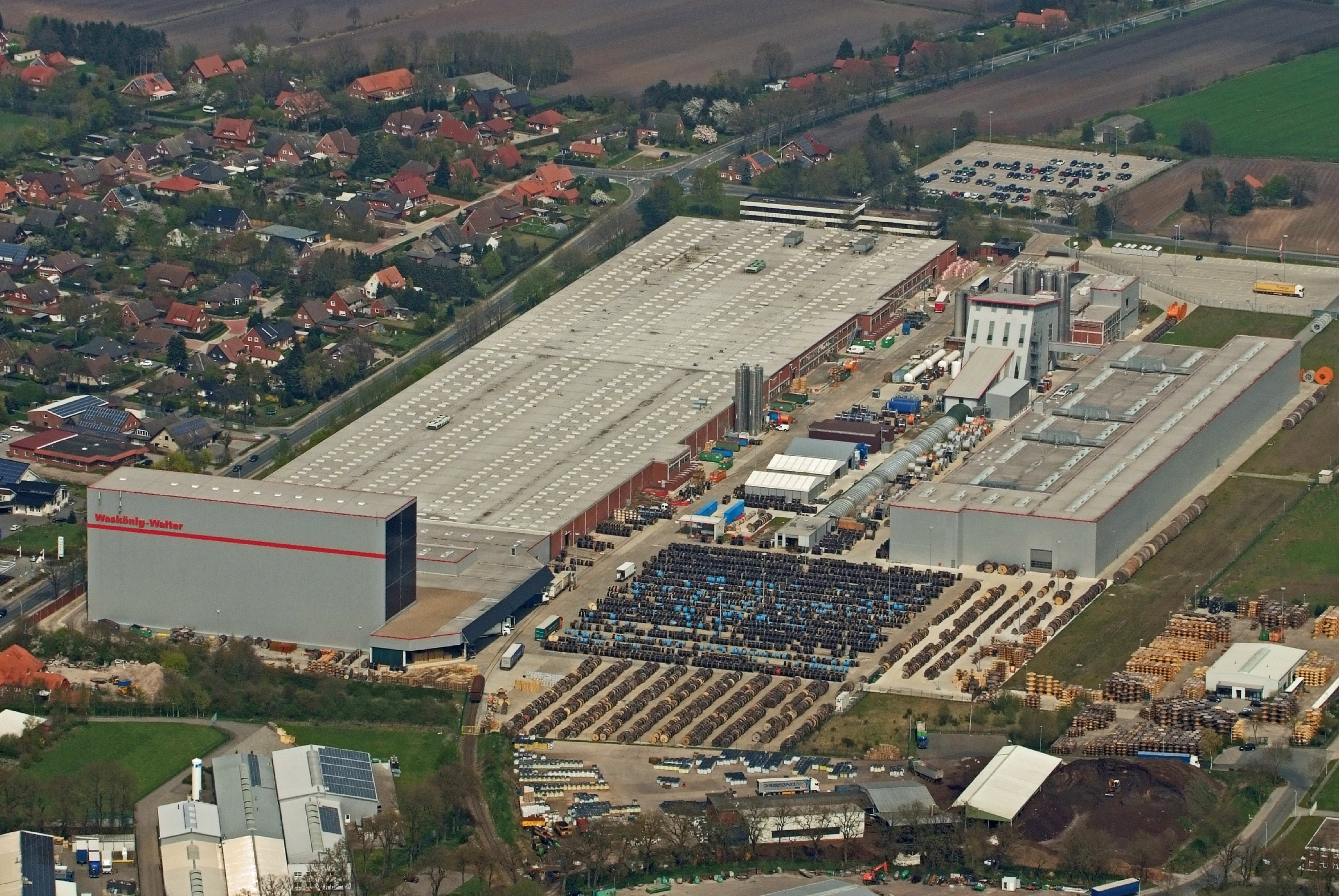
Kabel-Werk Waskönig+Walter in Ramsloh

### Verkehr
Durch die Bundesstraßen 72, 401 und 438 ist es an das bundesweite Straßennetz angeschlossen. Durch das Saterland führt die Eisenbahnstrecke Westerstede/Ocholt–Sedelsberg der Emsländischen Eisenbahn. Auf ihr wird bereits seit langer Zeit nur noch Güterverkehr betrieben, außerdem verkehren hier Museumszüge. Der nächstgelegene Bahnhof für den Personenverkehr liegt in Augustfehn in der Gemeinde Apen.
Auf dem südlich angrenzenden Küstenkanal wird Binnenschifffahrt zwischen der Ems und der Hunte betrieben. Am Küstenkanal wurde durch den Zweckverband Interkommunaler Industriepark Küstenkanal, dem ursprünglich die Gemeinden Barßel, Bösel und Saterland, die Stadt Friesoythe und der Landkreis Cloppenburg angehörten, der so genannte c-Port errichtet, ein Industriepark mit Hafen für die Region Oldenburger Münsterland. Barßel und Bösel gehören heute dem Zweckverband nicht mehr an.

### Bildung
Das Saterland verfügt über vier Grundschulen in Ramsloh, Scharrel, Sedelsberg und Strücklingen. Das Schulzentrum Saterland mit Hauptschule und Realschule befindet sich im Gemeindeteil Ramsloh. Auf dem Gelände des Schulzentrums Saterland befindet sich das Laurentius-Siemer-Gymnasium.

## Besonderes
In die Schlagzeilen geriet das Saterland im Zuge der Aufklärung des Mordes an Christina „Nelly“ Nytsch aus dem Gemeindeteil Strücklingen. Das elf Jahre alte Mädchen wurde am 16. März 1998 entführt. Fünf Tage später fand man ihre Leiche in der Nähe von Lorup, ebenso ein Messer als Tatwaffe. Die Aufklärung führte zum seinerzeit größten Gentest in der Geschichte der Bundesrepublik Deutschland, in dessen Verlauf der zweifache Mörder Ronny Rieken gefasst wurde.

## Persönlichkeiten
- Hermann Bitter (* 26. September 1897 in Ramsloh; † 21. November 1982 ebenda), Bürgermeister von Ramsloh und Landrat
- Margaretha Grosser (* 20. September 1934 in Ramsloh; † 20. Juli 2019), Autorin und Übersetzerin verschiedener Bücher in die saterfriesische Sprache